# Schloss Baronville

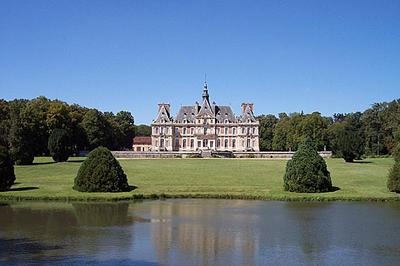
Schloss Baronville

Baronville ist ein Schloss in Frankreich, rund 70 Kilometer westlich von Paris. Es liegt etwa auf halber Strecke zwischen den Gemeinden Béville-le-Comte und Oinville-sous-Auneau im Kanton Auneau (Arrondissement Chartres im Département Eure-et-Loir) und befindet sich heute im Besitz der Familie von Rougé d’Aligre. Das Gebäude steht seit dem 20. Dezember 1985 als Monument historique unter Denkmalschutz.

## Geschichte
Der Name des Schlosses leitet sich von der ehemaligen römischen Gemarkung Baronis Villa ab. Im Mittelalter wurde eine Burg errichtet, von der noch die Wassergräben und Kelleranlagen erhalten sind. Zwischen 1620 und 1623 wurde das erste Schloss errichtet.
1738 erwarb die Familie von Aligre die Grafschaft Baronville. Etienne François, der Marquis d’Aligre bis 1798, legte neue Gärten im französischen Stil an. Er pflegte einen freundschaftlichen Umgang zu den Bauern. Dies zeigte sich darin, dass einige von ihnen Baronville während der Revolutionsjahre erwarben und es seinem Sohn zurückgaben, als dieser Jahre später aus dem Exil zurückkehrte. Daher waren auch die Schäden nur unbedeutend. Der Sohn, Etienne V., zeigte sich dankbar, indem er die Bauern mit Höfen beschenkte und erste soziale Einrichtungen in der Grafschaft errichtete.

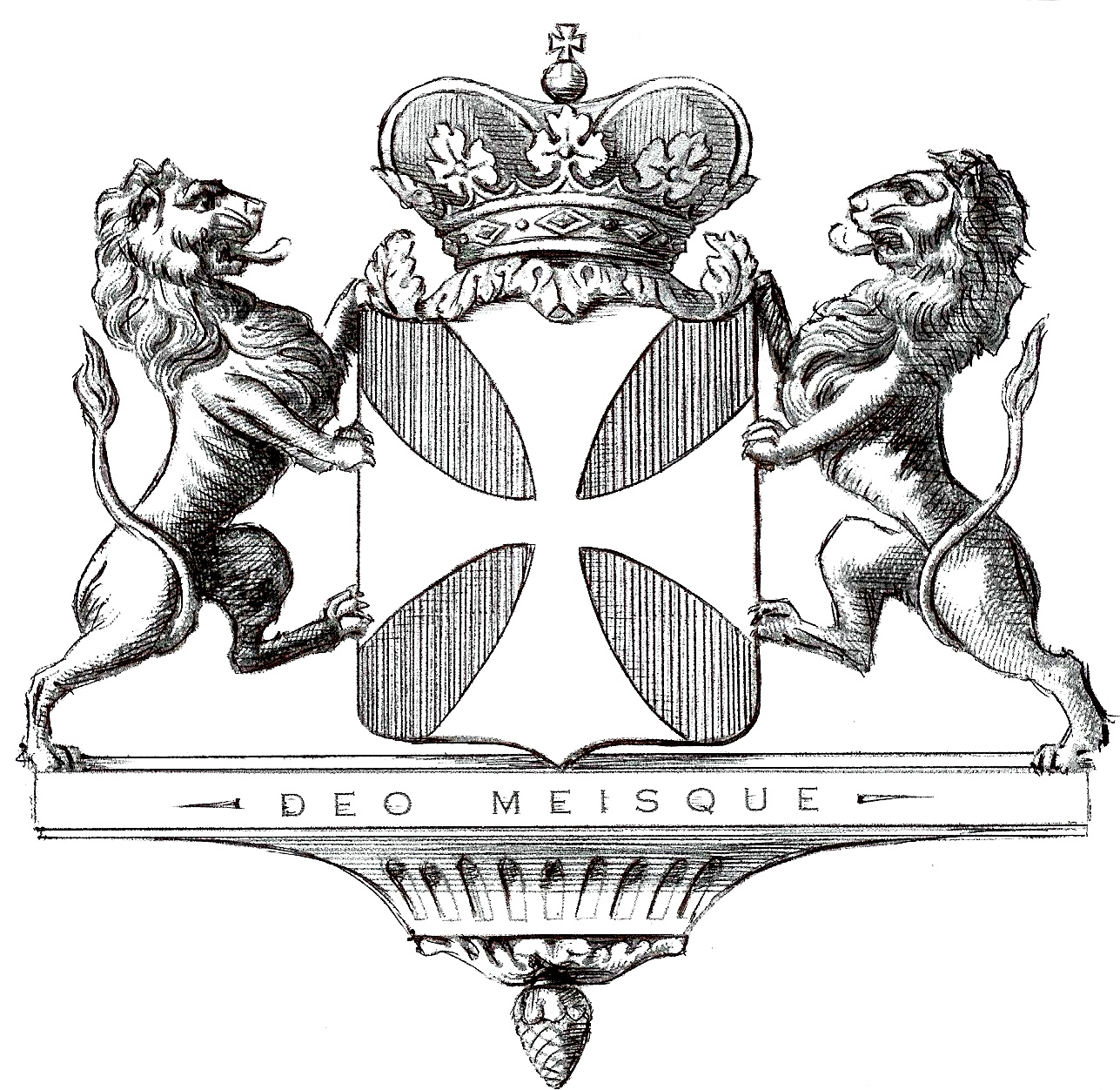
Wappen de Rougé

1867 wurde das alte Schloss abgerissen und das heutige Baronville innerhalb eines Jahres von Léon de Sanges errichtet. Auch die Gartenanlagen wurden mit einem englischen Stil versehen. Anschließend begann die wechselhafte Geschichte des Schlosses im Zuge der kommenden Kriege. Schon 1870 quartierten sich bayerische Soldaten während des Deutsch-Französischen Kriegs ein. Ab 1914 beherbergte das Schloss ein Militärkrankenhaus während des Ersten Weltkrieges. Im Zweiten Weltkrieg diente es General Friedrich Paulus kurzfristig als Hauptquartier. Im Anschluss daran nutzte ein deutscher Funktrupp das Schloss, um die Verbindung von Schlachtkreuzern vor Brest nach Berlin aufrechtzuerhalten.
1944 wurden die Kinder eines Waisenhauses aus Chartres aufgenommen, bevor im Juni des Jahres die deutsche Luftwaffe Baronville besetzte und eine Flugzeugstaffel stationierte, die später bei der Invasion der Alliierten in der Normandie zum Einsatz kam. Im August des Jahres übernahmen die US-amerikanischen Streitkräfte das Schloss. Während dieser Zeit wurde es gemeinsam mit seinen Anlagen in arge Mitleidenschaft gezogen. Erst 1961 konnte man sich an die Renovierungen von Baronville machen, nachdem der heutige Besitzer, Graf Bertrand von Rougé d’Aligre, aus dem Algerienkrieg heimkehrte.
Seit 1980 kann man das unter Denkmalschutz stehende Schloss Baronville für Hochzeitsfeiern, Seminare und weitere Anlässe anmieten. In 2012 wurde die Sanierung des Carrousel de Baronville von Graf Aymeric de Rougé d'Aligre organisiert. Er leitet jetzt die ganze Domäne und öffnet es regelmäßig für gemeinschaftsnützige Anlässe.